# 裴垍
裴 垍（はい き、765年 - 811年）は、唐代の官僚・政治家。字は弘中。本貫は絳州聞喜県。

## 経歴
弱冠にして進士に及第した。貞元年間、賢良方正科で対策第一となり、美原県尉に任じられた。任期を満了すると、藩府からの辟召がいくつもあったが、いずれも就任しなかった。監察御史に任じられ、殿中侍御史・礼部員外郎・考功員外郎を歴任した。吏部侍郎の鄭珣瑜が裴垍に試験の文辞の判定を求めた。裴垍は不正な請托を受けなかったので、審査は実力をもとにおこなわれた。
元和初年、裴垍は長安に召還されて翰林学士として入り、考功郎中・知制誥に転じた。ほどなく中書舎人となった。宰相の李吉甫が人材の推挙を求めると、裴垍は筆を取って名を書き出し、三十数人におよんだ。数カ月のうちに裴垍の推挙した人物のほとんどが任用された。元和3年（808年）、賢良を挙げるよう詔が出された。ときに皇甫湜の答案はその言辞が激しく厳しかった。牛僧孺と李宗閔の答案もまた時政の弊害を批判していた。考官の楊於陵と韋貫之はこの3人を及第させるよう求めた。裴垍も答案の内容を見て、意見を同じくした。権貴や恩幸たちが泣いて訴えて、罪を科すよう憲宗に求めた。憲宗はやむをえず、楊於陵と韋貫之を外任に出し、裴垍は翰林学士を罷免され、戸部侍郎に任じられた。しかし憲宗は裴垍が実直を好むのを知って、その信任はますます厚くなった。
この年の秋、李吉甫が淮南節度使に出向すると、裴垍は代わりに中書侍郎・同中書門下平章事（宰相）となった。翌年、集賢院大学士・監修国史を加えられた。元和5年（810年）、中風を病んだ。その病は重くなり、裴垍は宰相から退任して兵部尚書となって、銀青光禄大夫の位に進められた。元和6年（811年）、太子賓客に転じた。ほどなく死去した。太子少傅の位を追贈された。

## 伝記資料
- 『旧唐書』巻148 列伝第98
- 『新唐書』巻169 列伝第94